# Fabolous
Fabolous, a właściwie John David Jackson (ur. 18 listopada 1977 w Nowym Jorku) – amerykański raper pochodzący z Brooklynu, w stanie Nowy Jork.
Współpracował z wykonawcami takimi jak Jessica Jung, Busta Rhymes, Rihanna, Sean Combs, Jennifer Lopez, Cassidy, E-40, Joe Budden, Mobb Deep, Nate Dogg, Rah Digga, Xzibit, Game, Nicole Scherzinger, Lumidee, Lloyd Banks, The Diplomats, Omarion, The-Dream, Ne-Yo, Jay-Z, Pharrell Williams, Snoop Dogg, Young Jeezy, Missy Elliott, Mary Jane Blige, Ashanti Douglas, Jagged Edge, czy Maino.

## Kariera
W 1998 roku pod pseudonimem Fabolous Sport zadebiutował na płycie DJ-a Clue pt. The Professional, w utworach „If They Want It” i „That's The Way”. W tym samym roku wystąpił również gościnnie na składance Desert Storm 98.
Trzy lata później podpisał kontrakt z wytwórnią Elektra Records i skrócił swój pseudonim do Fabolous. Kilka miesięcy później wydał singiel „Can’t Deny It” z gościnnym udziałem Nate Dogga, który promował jego nadchodzący album Ghetto Fabolous.
Młody raper dość szybko zyskał rozgłos takimi utworami jak „Trade It All (Pt. 2)”, „Can’t Let You Go” czy „This Is My Party”, co zaowocowało m.in. nagraniem piosenki na ścieżkę dźwiękową znanej na całym świecie serii gry NBA Live 2003, w której był także stworzoną postacią.
W 2005 roku stworzył własną linię ubrań o nazwie „Rich Yung”.

## Dyskografia
- Ghetto Fabolous (2001)
- Street Dreams (2003)
- Real Talk (2004)
- From Nothin’ to Somethin’ (2007)
- Loso’s Way (2009)
- There is no Competition 2: The Grieving Music EP (2010)
- The Young OG Project (2014)
- Loso’s Way 2: Rise to Power (2015)

## Wideografia
- 2001: Can’t Deny It (feat. Nate Dogg)
- 2001: Young’n (Holla Back) / Right Now and Later On
- 2002: Trade It All, Pt. 2 (feat. Jagged Edge & P. Diddy)
- 2002: This Is My Party
- 2003: Can’t Let You Go / Damn (feat. Lil’ Mo & Mike Shorey)
- 2003: Into You (feat. Tamia)
- 2003: Make U Mine / Think Y’all Know (feat. Mike Shorey)
- 2004: Breathe
- 2005: Baby (feat. Mike Shorey)
- 2005: Do The Damn Thing (feat. Young Jeezy)
- 2005: Tit 4 Tat / Round & Round (feat. Pharrell Williams)
- 2007: Diamonds (feat. Young Jeezy)
- 2007: Return of the Hustle (feat. Swizz Beatz)
- 2007: Make Me Better (feat. Ne-Yo)
- 2007: Baby Don’t Go (feat. T-Pain & Jermaine Dupri)
- 2009: Throw it in the Bag (feat. The-Dream)
- 2009: My Time / Everything, Everyday, Everywhere (feat. Jeremih)
- 2009: A Taste Of The Good Life
- 2009: Everything, Everyday, Everywhere (feat. Keri Hilson)
- 2009: When the Money Goes (feat. Jay-z)
- 2009: Welcome To My Workplace
- 2009: Imma Do It (feat. Kobe)
- 2010: Body Ya
- 2010: I’m Raw
- 2010: Tonight / Love Come Down (feat. Red Cafe)
- 2010: Lights Out (I Dont See Nobody)

## Filmografia
| Rok  | Tytuł                   | Rola    | Uwagi                   |
| ---- | ----------------------- | ------- | ----------------------- |
| 2006 | Straszny film 4         | Bandyta | Mała rola               |
| 2009 | Loso’s Way: The Movie   | Loso    | Główna rola/scenarzysta |
| 2011 | Loso’s Way 2: The Movie | Loso    | Główna rola/scenarzysta |

| Rok  | Tytuł          | Rola        | Uwagi               |
| ---- | -------------- | ----------- | ------------------- |
| 2005 | The Apprentice | Jako on sam | (sezon 3, epizod 1) |
| 2011 | The Game       | Jako on sam | (sezon 4, epizod 8) |

## Ścieżka dźwiękowa
| - Honey .. „Into You”, „Now Ride" - Coach Carte .. „No Need for Conversation" - Like Mike .. „Basketball" - Barbershop .. „Trade It All Pt.2" |  | - NBA Live 2003 .. „Its In The Game NBA Livestyle Rmx" - Fight Night Round 2 .. „Tit 4 Tat" - Midnight Club 3: Dub Edition .. „Gangsta”, „Ghetto”, „Keepin' It Gangsta”, „Real Talk (123)” |